# Správní obvod obce s rozšířenou působností Lovosice
Správní obvod obce s rozšířenou působností Lovosice je od 1. ledna 2003 jedním ze tří správních obvodů rozšířené působnosti obcí v okrese Litoměřice v Ústeckém kraji. Čítá 32 obcí.
Města Lovosice a Libochovice jsou obcemi s pověřeným obecním úřadem.

## Seznam obcí
Poznámka: Města jsou vyznačena tučně.
- Černiv
- Čížkovice
- Děčany
- Dlažkovice
- Evaň
- Chodovlice
- Chotěšov
- Chotiměř
- Jenčice
- Keblice
- Klapý
- Křesín
- Lhotka nad Labem
- Libochovice
- Lkáň
- Lovosice
- Lukavec
- Malé Žernoseky
- Podsedice
- Prackovice nad Labem
- Radovesice
- Sedlec
- Siřejovice
- Slatina
- Sulejovice
- Třebenice
- Třebívlice
- Úpohlavy
- Velemín
- Vchynice
- Vlastislav
- Vrbičany

## Obyvatelstvo
| Rok  | Obyv.  | ± %    |
| ---- | ------ | ------ |
| 1869 | 26 308 | —      |
| 1880 | 28 139 | +7 %   |
| 1890 | 28 016 | −0,4 % |
| 1900 | 29 774 | +6,3 % |
| 1910 | 32 141 | +7,9 % |

| Rok  | Obyv.  | ± %     |
| ---- | ------ | ------- |
| 1921 | 32 454 | +1 %    |
| 1930 | 35 347 | +8,9 %  |
| 1950 | 26 932 | −23,8 % |
| 1961 | 29 971 | +11,3 % |
| 1970 | 29 962 | −0 %    |

| Rok  | Obyv.  | ± %    |
| ---- | ------ | ------ |
| 1980 | 29 361 | −2 %   |
| 1991 | 26 638 | −9,3 % |
| 2001 | 26 569 | −0,3 % |
| 2011 | 26 959 | +1,5 % |
| 2021 | 27 041 | +0,3 % |